# 대수연산방식
대수연산방식(代數演算方式)은 x방향과 y방향만으로 움직임을 한정하고 계단식으로 곡선의 좌우를 순차적으로 이동하여 근시화하는 방식이다.